# 艮山门站
艮山门站是一个沪昆铁路上的铁路车站，位于浙江省杭州市拱墅区绍兴路（原属下城区），建于1909年，目前为一等站，邮政编码为310004。目前车站设有到发场（Ⅱ道-6道）和客场（1-4道），客运办理通勤旅客乘降：每日有南星桥站开往乔司站的路用通勤列车停靠；车站西侧的杭州动车所为杭州站和杭州东站始发的动车组进行整备；货运业务于2016年8月1日停办。该站西侧为杭州地铁1号线打铁关站，与地铁站间设置联络线。

## 历史

### 始建

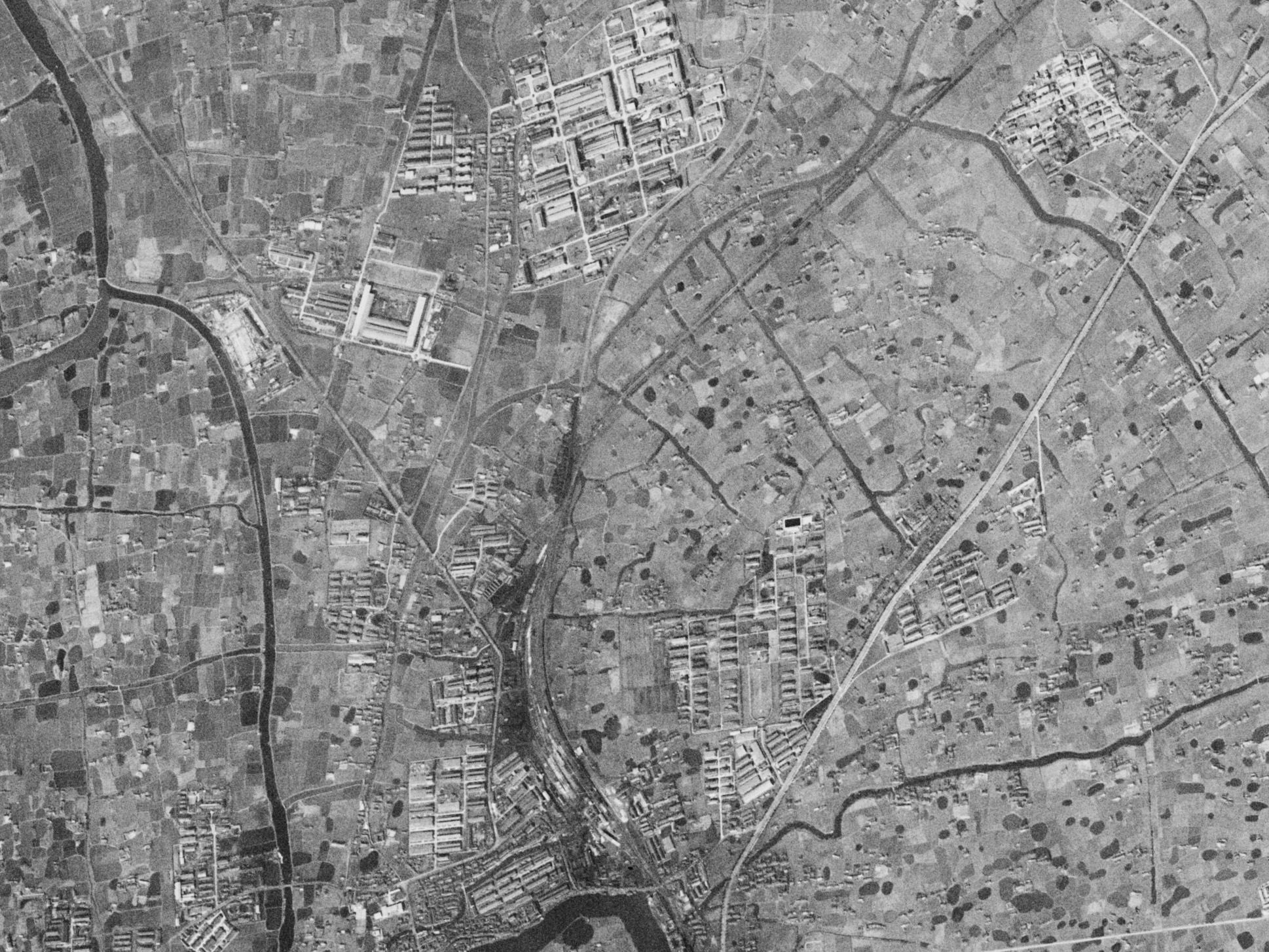
艮山门站及周边卫星图（1969年）

艮山门站于1906年随江墅铁路开通而启用，1909年接入原沪杭铁路。在第二次世界大战期间，日军在车站东南侧建设了碉堡，现为杭州仅存的二战期间由日军建设的碉堡，被列入杭州市第六批历史建筑名录并成为爱国主义教育基地。

### 编组站
1972年5月，艮山门编组站场扩建工程破土动工。1979年10月11日艮山门站编组场启用，站场规模为二级三场，拥有线路26股，其中到达场7股、到发场9股（含正线2股）、调车线18股（含编发线4股）；车站日均办理辆数最高达8000多辆，承接了由原南星桥站负责的货物列车编组业务。1987年，艮山门站被核定为一等大站。1991年，艮山门站承担了杭州铁路枢纽近三分之二的编组解体作业量。
2005年5月，原杭州铁路分局艮山门直属站撤销，并入乔司直属站。

### 动车所
2007年，为应对中国铁路第六次大提速而开行的动车组列车所需的整备工作空间腾出场地。原杭州机务段艮山门机务折返段拆除，并在原址以及到达场部分股道建设艮山门动车所应急工程。工程最初预计于2007年3月15日完工，最终于2007年6月26日完工，6月28日正式投入使用。
2009年，为应对沪杭高铁开通后而产生的新开行的大量动车组车底的存放和检修问题，7月1日艮山门站停止办理编组业务，至此，杭州地区的货运列车编组业务转交乔司站承担。同年12月10日，艮山门动车所扩建工程开通，原编组站的驼峰以及到达场改为动车所存车场和检修场；同时对车站内宣杭铁路德杭线和沪昆铁路笕杭线走向进行了改动。
艮山门站原货运业务包括办理整车货物发到、整车货物承运前保管业务；整零货物发到业务，不办理危险货物发到业务。为应对杭黄高速铁路、商合杭高速铁路开通而产生新的动车组列车车底的存放、维护和检修问题，艮山门站货场将被改造为杭州动车运用所的一部分，原有货运业务将转移至杭州北站和萧山站办理，2016年7月底开始转场工作。8月1日晚上6点半，车站迎来了最后一班到达的货运列车；晚上10点，开往乔司站的48718次列车发车，艮山门的货运业务自此停止办理。但由于货场内设备转移的关系，8月2日仍有发往杭州北站的小运转列车。

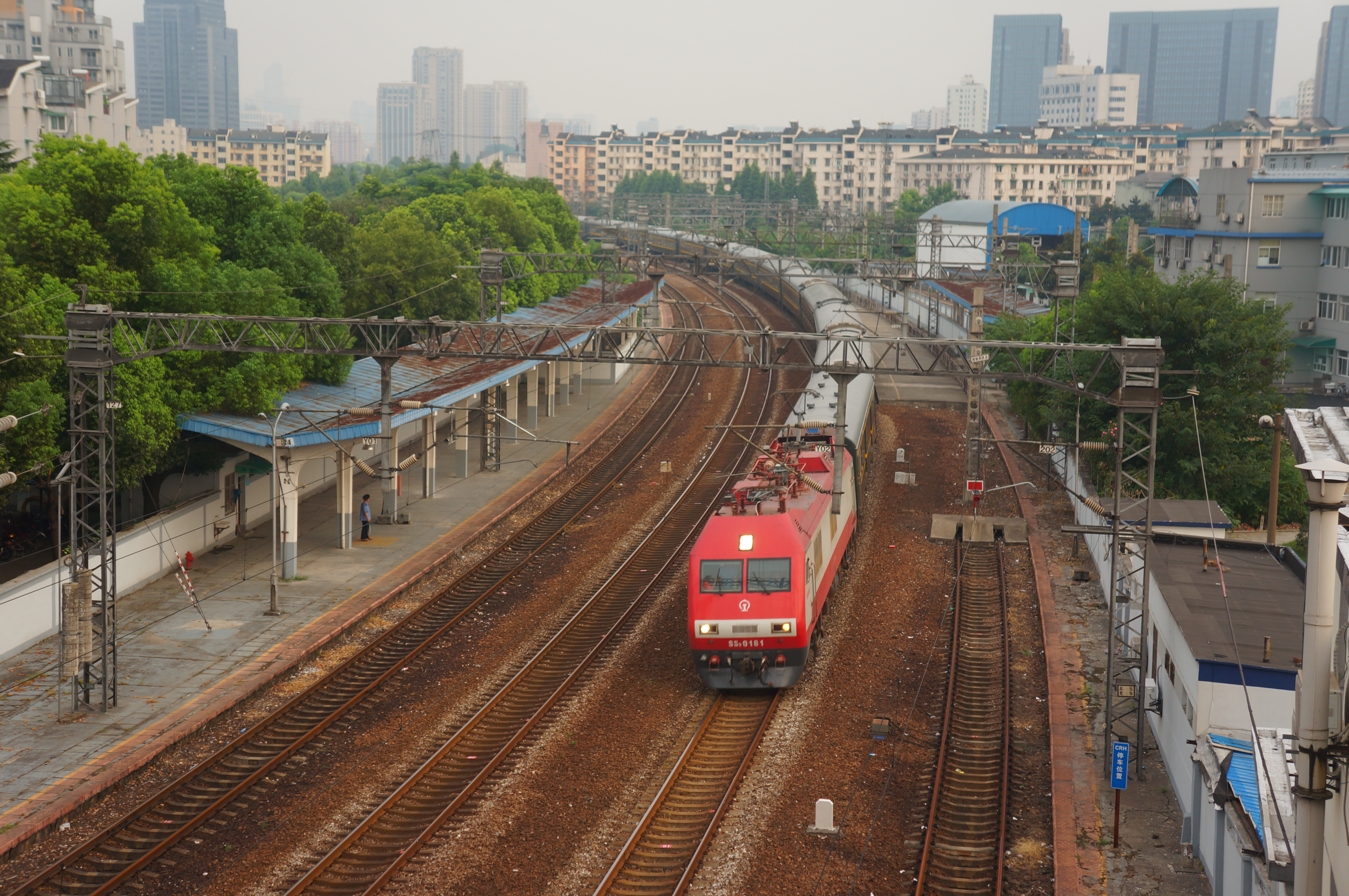
T32次列车通过艮山门站（2016年）
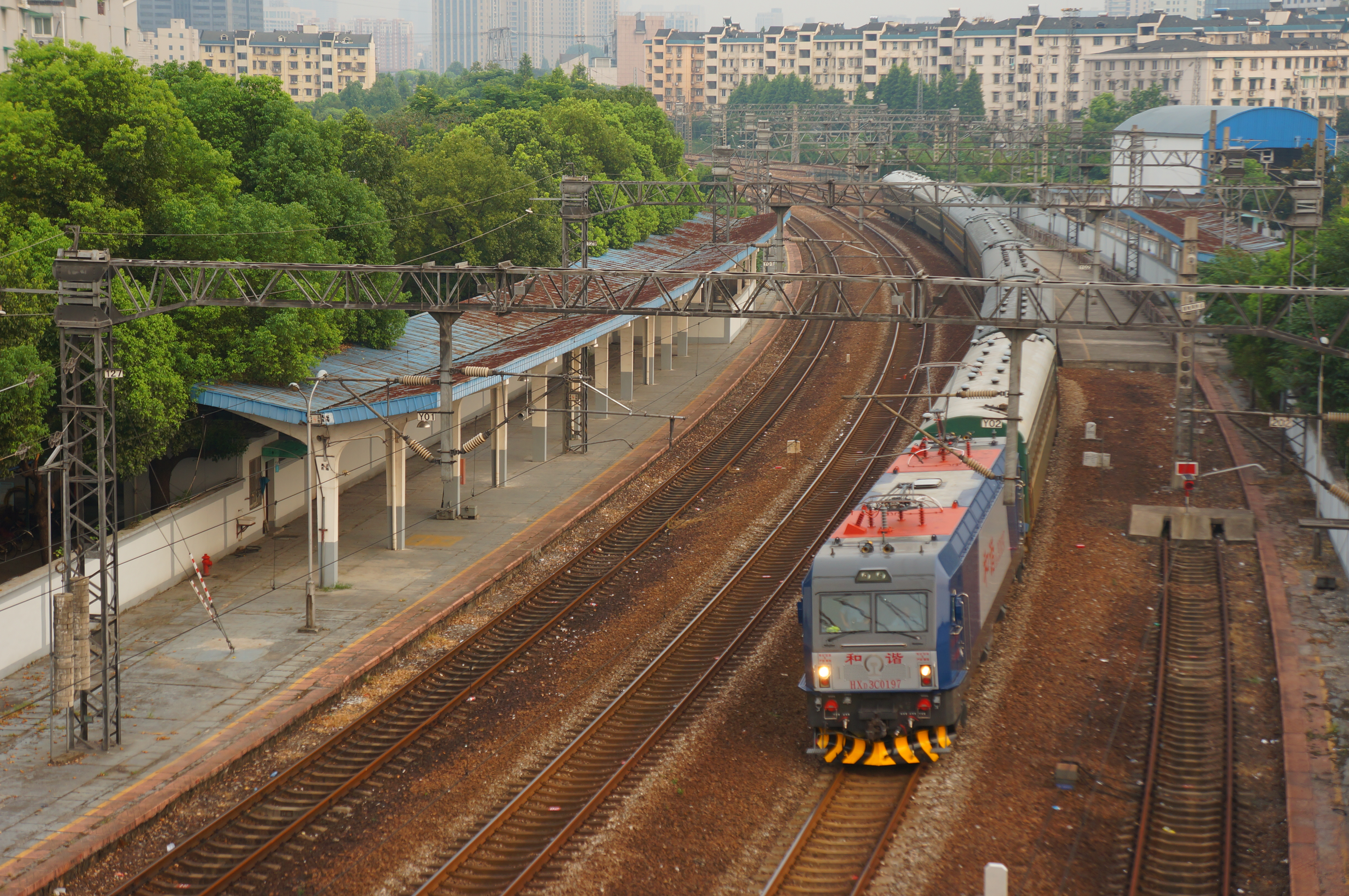
通勤列车停靠客场
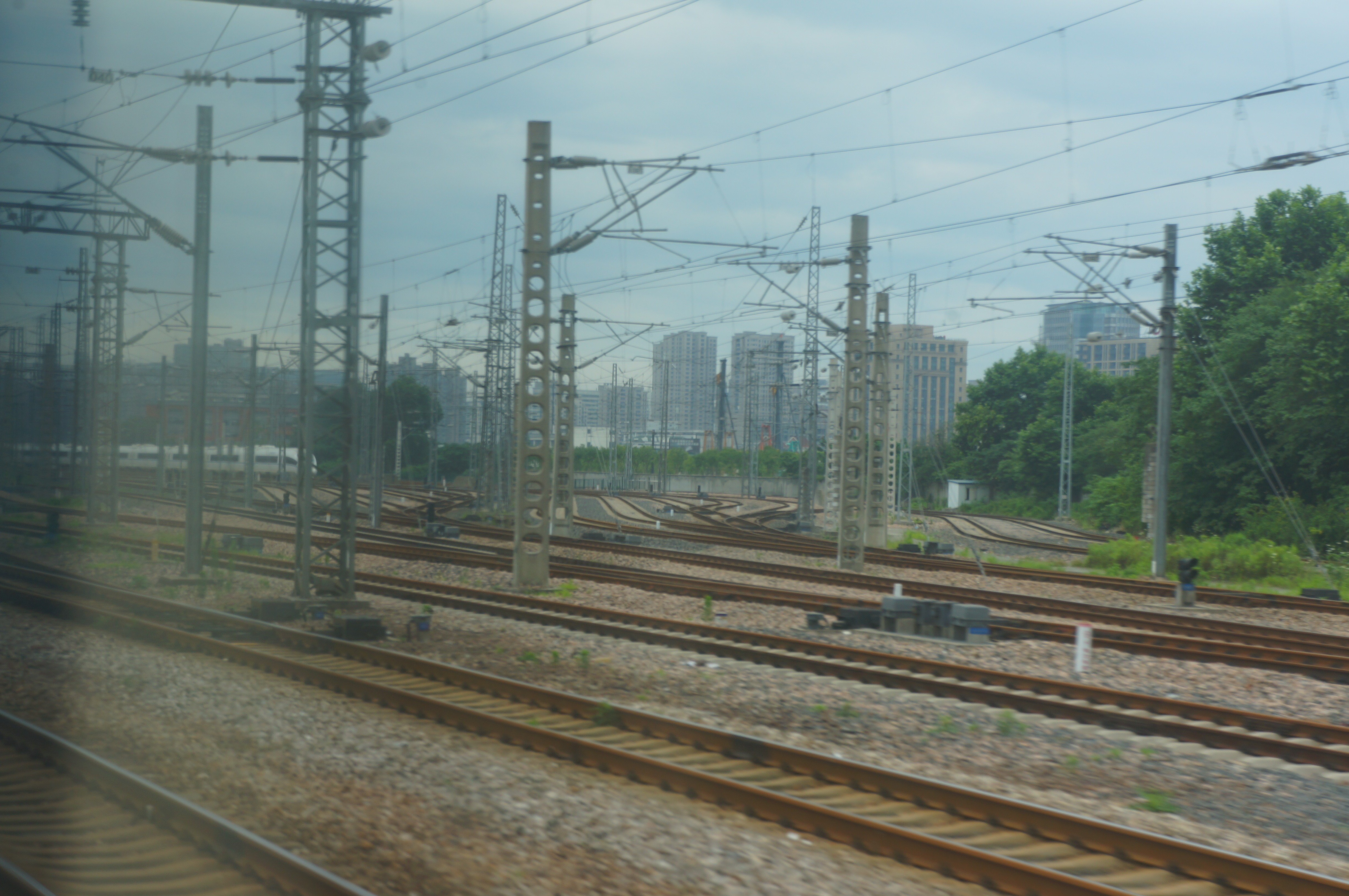
车站到发场和动车所咽喉
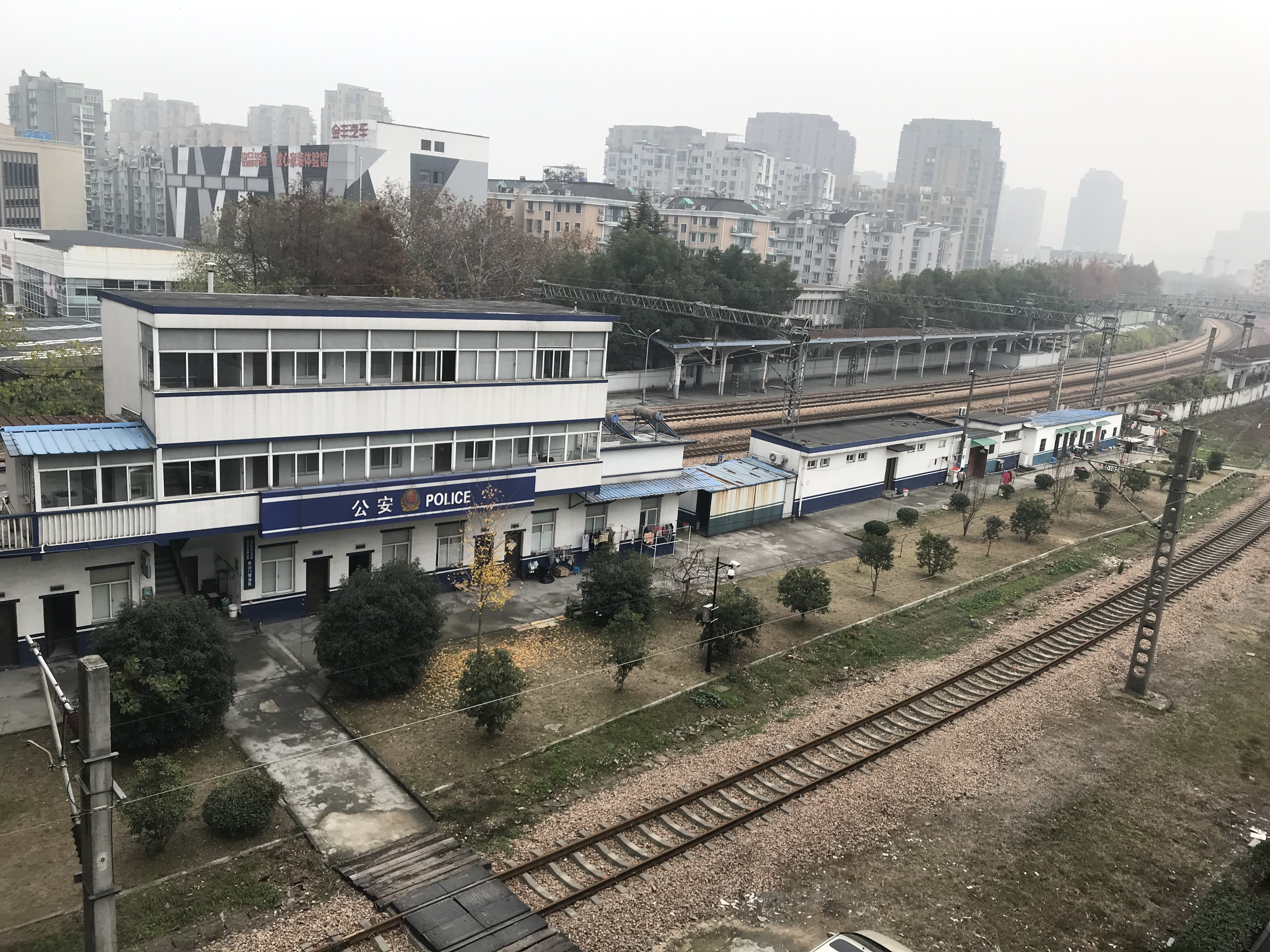
车站派出所
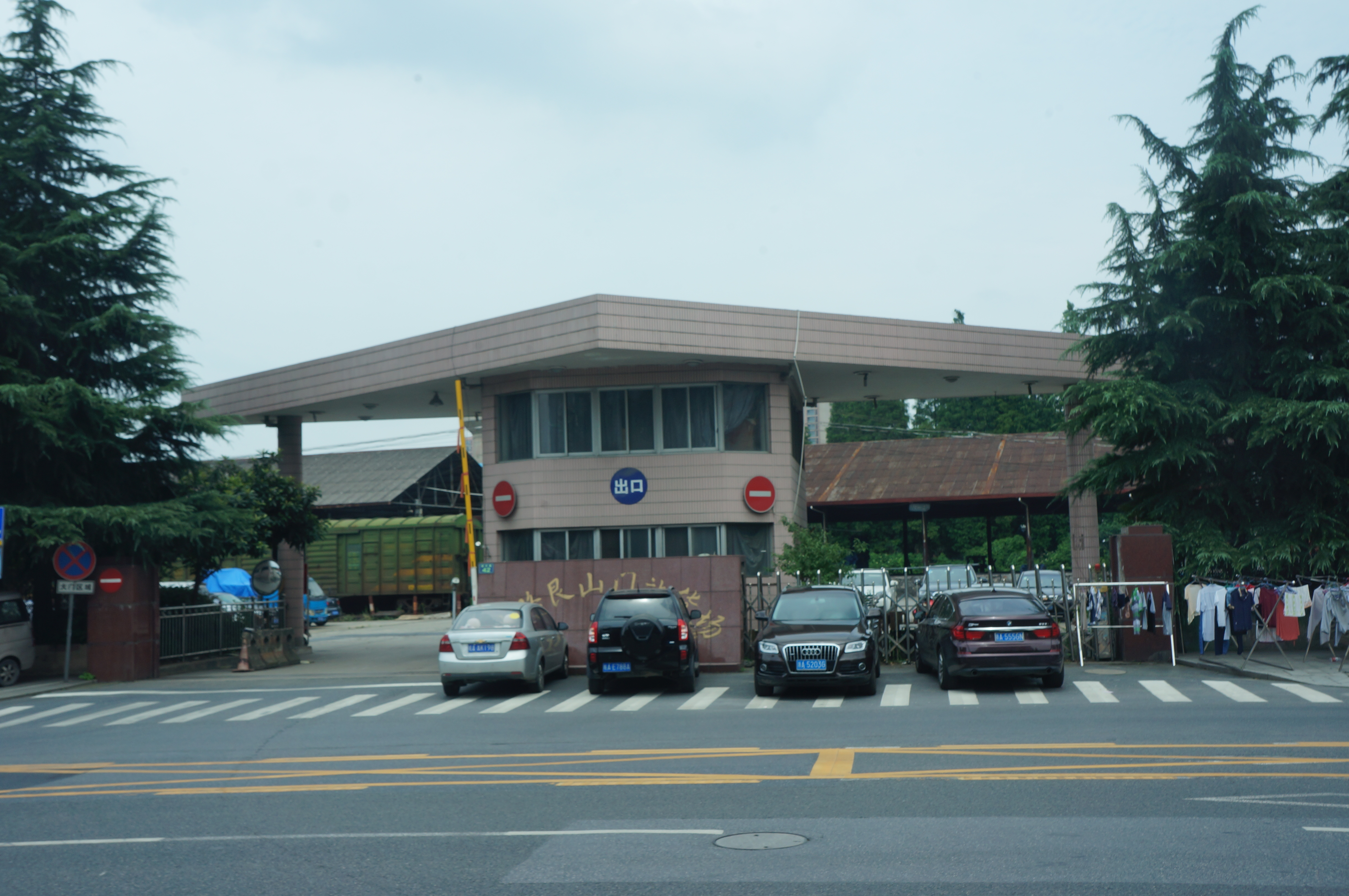
艮山门货场入口

## 未来发展
杭州市规划部门计划在艮山门站动车所上方建设上盖物业，目前正在向社会征集规划方案。